# Normy pracy
Normy pracy − według Kodeksu pracy - stanowią miernik nakładu pracy, jej wydajności oraz jakości. Stosowane mogą być wtedy, gdy uzasadnia to rodzaj wykonywanej pracy. 
Przy ustalaniu norm pracy uwzględnia się istniejący poziom techniki i organizacji pracy.
W miarę wdrażania  technicznych i organizacyjnych  usprawnień, które zapewniają wzrost wydajności pracy, normy te mogą być zmieniane.
Jeżeli przekraczanie norm pracy jest wynikiem zwiększonego osobistego wkładu pracownika lub jego sprawności zawodowej, to nie stanowi to podstawy zmiany norm pracy.
O ewentualnej zmianie norm pracy pracownik powinien zostać uprzedzony co najmniej na dwa tygodnie przez jej wprowadzeniem.